# Circo de Gredos

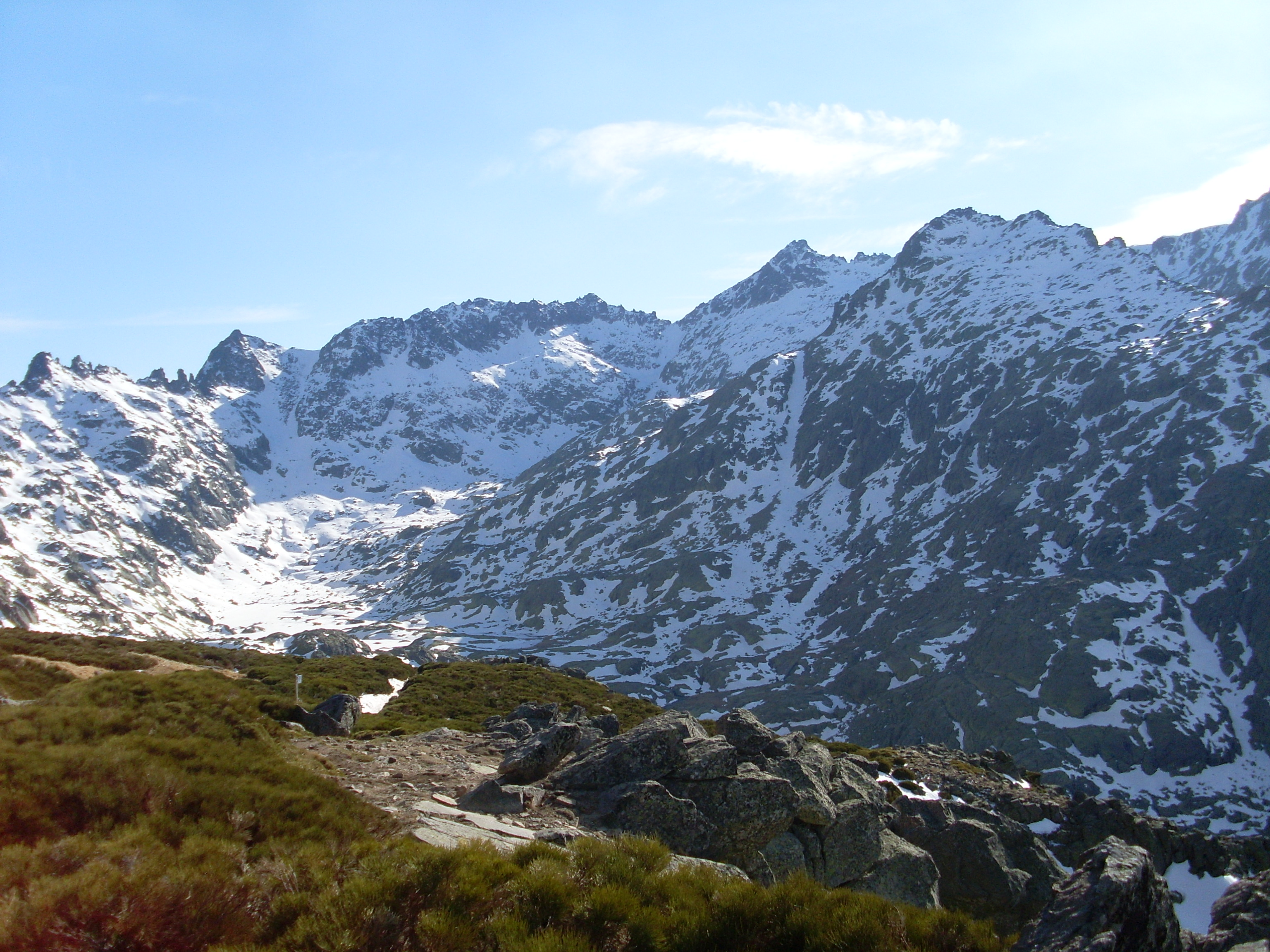
O circo de Gredos na primavera desde visto de noreste, nos Barrerones

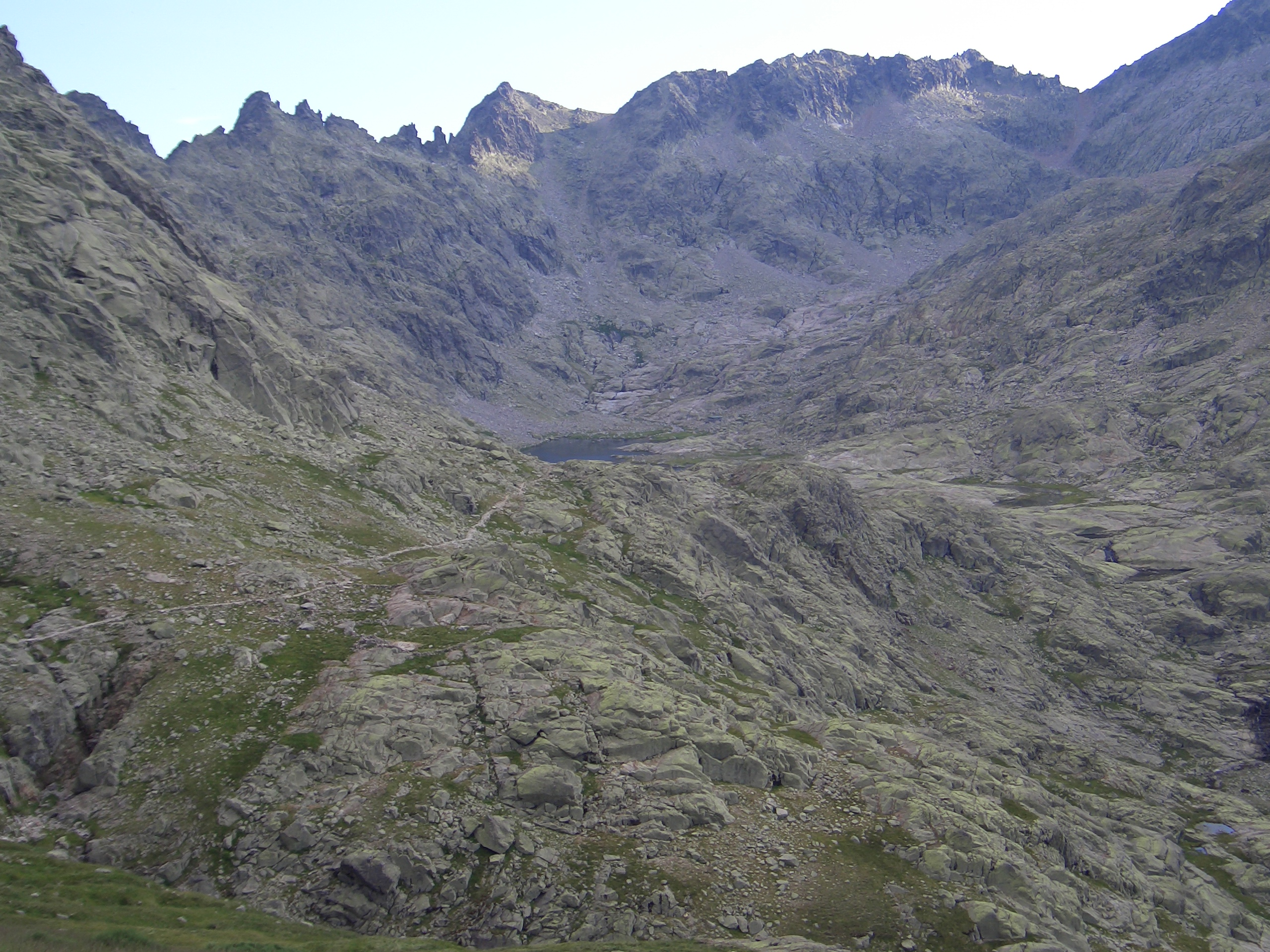
O circo de Gredos e a sua lagoa no verão

O Circo de Gredos é um circo glaciar situado na zona central da vertente norte da Serra de Gredos, uma cordilheira que faz parte do Sistema Central ibérico. A área, uma das mais importantes do Parque Regional da Serra de Gredos, faz parte do município de Navalperal de Tormes, no sudoeste da província de Ávila, na Espanha.
Ocupando cerca de 33 hectares, é o circo glaciar mais extenso da Serra de Gredos e de todo o Sistema Central. A leste do circo fica o Pico de Almançor, o mais alto da cordilheira, com 2 592 m. Na zona mais baixa do circo, a de nordeste, a 1 940 m está a Laguna Grande de Gredos, que também é de origem glaciar. O circo faz parte da bacia hidrográfica do rio Tormes, afluente do rio Douro.

## Fauna e flora
A flora existente no circo é do tipo herbáceo e arbustivo. Há prados alpinos que predominam nas zonas com pouca inclinação e espécies de matagal de alta montanha com muito pouca altura devido aos fortes ventos que sopram frequentemente. A espécie arbustiva predominante é o piorno serrano (Cytisus oromediterraneus). Quanto à fauna, há a destacar o grande número de cabras-montês de Gredos (Capra pyrenaica victoriae) que vivem no local.

## Rota
Existe uma rota que conduz ao centro do circo que é muito frequentada por turistas e montanhistas, sobretudo no verão. Este caminho tem início num parque de estacionamento conhecido como Plataforma de Gredos, situado a cerca de 1 770 m e sobe em direção a sudoeste até chegar aos Barrerones, a 2 210 m. A partir daí desce para sul até à Laguna Grande de Gredos e ao refúgio Elola.